# Szymankowo (województwo pomorskie)
Szymankowo (niem. Simonsdorf) – wieś sołecka w Polsce położona w województwie pomorskim, w powiecie malborskim, w gminie Lichnowy przy trasie linii kolejowej Tczew-Malbork i na obszarze Wielkich Żuław Malborskich. We wsi znajduje się stacja kolejowa Szymankowo. Wieś jest placówką Ochotniczej Straży Pożarnej.
W latach 1975–1998 miejscowość administracyjnie należała do województwa elbląskiego.
Znajdujący się we wsi czerwony budynek szkolny z lwami na fasadzie powstał w okresie międzywojennym jako inwestycja Senatu Wolnego Miasta Gdańska.

## Z kart historii
Do 1 września 1939 miejscowość, leżąca na terenie Wolnego Miasta Gdańska, była częścią niemiecko-polskiego (kolejowego) węzła granicznego. 1 września 1939 tutejsi kolejarze i celnicy zatrzymali niemiecki pociąg pancerny (mający podstępnie zaatakować stację kolejową w polskim Tczewie), kierując go na ślepy tor. Uniemożliwiono przez to kontynuowanie operacji przeciwko polskiej załodze mostu. Dzięki temu żołnierzom polskim udało się wysadzić w powietrze most kolejowy i pokrzyżować plany ataku niemieckiego. Wykolejenie pociągu zostało przedstawione w ostatniej części czteroodcinkowego serialu Gdańsk 39, zrealizowanego z okazji 50. rocznicy wybuchu wojny. W odwecie Niemcy rozstrzelali 40 osób (21 kolejarzy i celników (w tym dwie kobiety) oraz ok. 20 członków ich rodzin). Według nowszych źródeł, ogółem w Szymankowie rozstrzelano 23 osoby, z czego 20 ekshumowano po wojnie. Szczątki poległych zostały po wojnie przeniesione na gdański Cmentarz na Zaspie, gdzie spoczywają do dziś. Na terenie cmentarza znajduje się również pomnik ku ich czci. Także w Szymankowie, na pamiątkę czynu bohaterskich Polaków wzniesiono pomnik, pod którym co roku w rocznicę 1 września organizowane są uroczystości upamiętniające to wydarzenie.
W 1969 roku Rada Państwa Polskiej Rzeczypospolitej Ludowej odznaczyła wieś Orderem Krzyża Grunwaldu III klasy.